# Camotepec
Camotepec es una de las 11 juntas auxiliares que integran al municipio de Zacatlán, en el estado de Puebla, México. Tiene una población de 2,364 personas, convirtiéndola en la cuarta de mayor tamaño del municipio. El Valle de piedras encimadas pertenece al territorio de la localidad, un sitio turístico del estado de Puebla.
Por Decreto del H. Congreso del Estado de Puebla publicado en el Periódico Oficial del Estado con fecha 2 de julio de 2018, se eleva a la comunidad de Camotepec a la Categoría de Pueblo, para poder integrar junto a la localidad de Rancho Nuevo, la Junta Auxiliar de Camotepec.

## Etimología
Camotepec es un vocablo de origen náhuatl que se compone de las palabras Camotli: camote; Tepetl: cerro, y C: en; por tanto significa “En el cerro del camote”.

## Demografía
| Gráfica de evolución demográfica de Camotepec entre 1900 y 2010 |
|                                                                 |
| Instituto nacional de estadística y geografía (INEGI)           |